# Galagidae
I galagidi (Galagidae Gray, 1825) sono una famiglia di piccoli primati notturni africani. Vengono spesso indicati col nome comune galagoni, anche detto lemure topo, quando non si intenda distinguere con questo termine i soli membri del genere Galago.

## Descrizione
I galagoni sono abili saltatori, e si muovono con agilità fra i rami. Sono di piccole dimensioni, e hanno occhi molto grandi, caratteristiche che li fanno assomigliare a molte specie di lemuri notturni. Nonostante i grandi occhi, tutti i galagidi vedono solo in bianco e nero.

Grazie alle grandi orecchie mobili indipendentemente l'una dall'altra, i galagoni hanno un ottimo udito e una grande coda che li aiuta a tenersi in equilibrio. Si nutrono di insetti e altri piccoli animali e frutti.
I piccoli nascono già ben sviluppati e con gli occhi aperti, ma occorre qualche mese prima che siano completamente autonomi. La madre tiene il cucciolo con la bocca, e lo lascia solo per nutrirsi.

## Etologia
Le femmine adulte controllano il proprio territorio, ma lo condividono con la loro progenie. I maschi lasciano il territorio della madre appena raggiunta la pubertà, mentre le femmine rimangono, formando gruppi sociali composti solo da femmine adulte e piccoli. I maschi hanno un proprio territorio, che interseca in parte quelli delle femmine; in genere, un maschio si accoppia con tutte le femmine della zona. I maschi che non riescono a procurarsi un proprio territorio talvolta formano piccoli gruppi di scapoli.
I galagoni comunicano lanciando grida, e marcando il territorio con l'urina. Verso l'alba, uno speciale grido comunica al gruppo che è il momento di radunarsi, su un albero o in una buca nel terreno, per dormire.

## Tassonomia
In passato i galagidi erano classificati come sottofamiglia della famiglia Lorisidae ma attualmente è stato loro riconosciuto il rango di famiglia a sé stante.

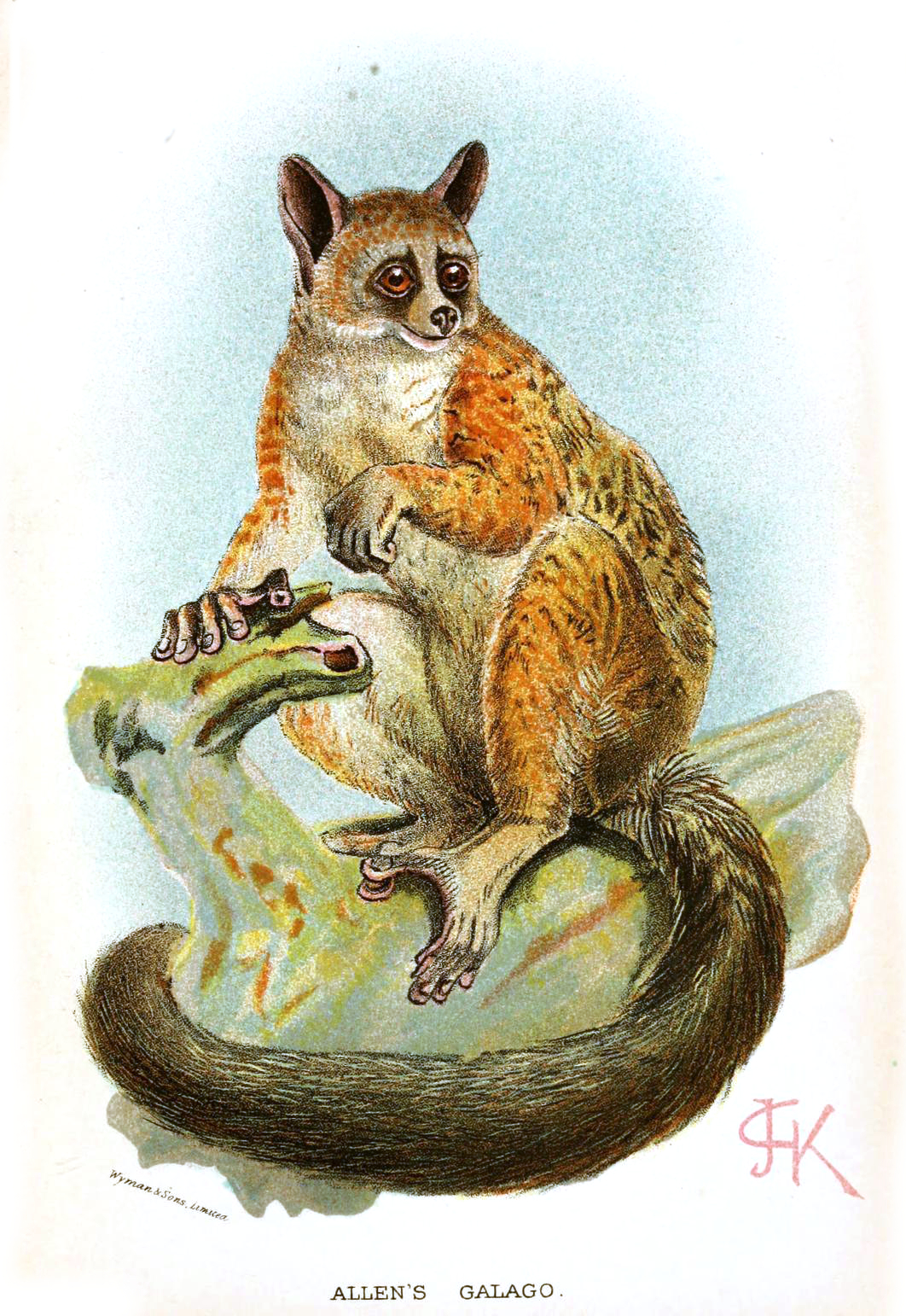
Galagone di Allen
(Sciurocheirus alleni)

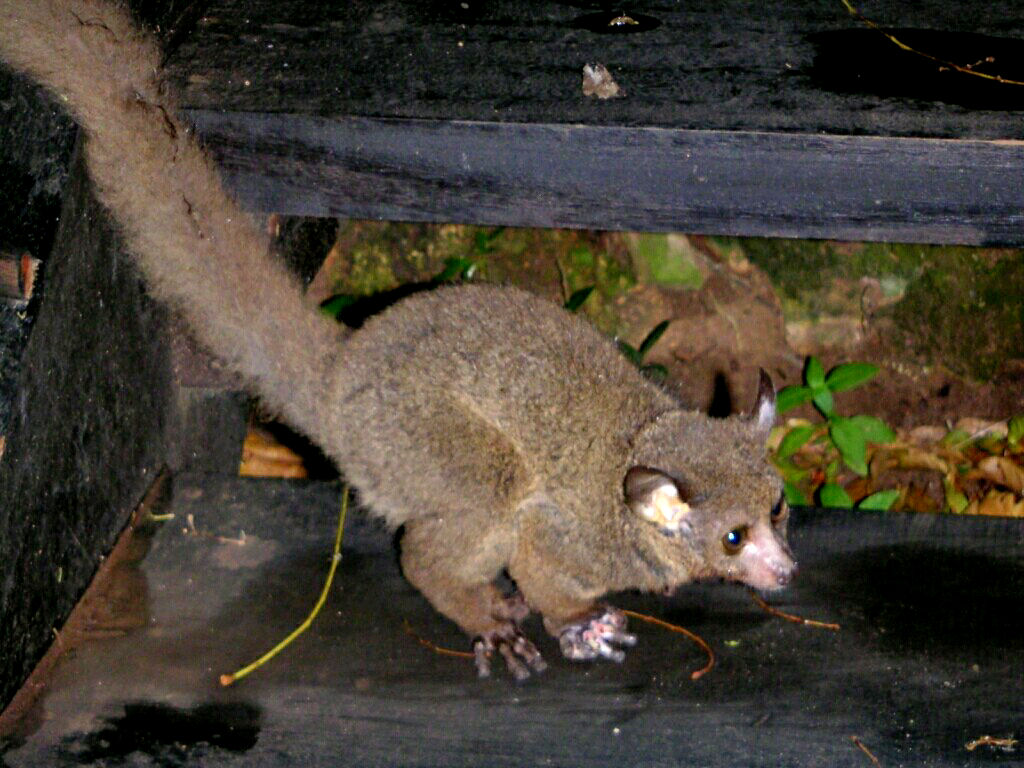
Galagone gigante
(Otolemur crassicaudatus)

Alla famiglia sono ascritti cinque generi:
- Euoticus Gray, 1863 - 2 specie
- Galago É. Geoffroy Saint-Hilaire, 1796 - 4 specie
- Galagoides A. Smith, 1833 - 7 specie
- Otolemur Coquerel, 1859 - 3 specie
- Sciurocheirus Gray, 1873 - 3 specie

## Nomi in altre lingue
Sono noti in inglese come bush babies ("bambini del bosco"), probabilmente a causa dei loro versi, simili a vagiti; in afrikaans sono chiamati come nagapies, "scimmiette notturne". Il nome swahili è komba.

## Curiosità
Il galagone viene menzionato nella poesia Versicoli quasi ecologici di Giorgio Caproni, una delle tracce della prima prova degli esami di maturità dell'anno 2017, causando così un'improvvisa impennata della popolarità di tale animale. I galagoni sono protagonisti di un capitolo del libro autobiografico di Kuki Gallmann "Notti africane".